# Tour della nazionale maschile di rugby a 15 delle Tonga 1984
La nazionale tongana di "rugby a 15" nel 1984 si reca in tour nelle isole Figi.
I primi due match sono validi anche per il "Pacific Tri-nations"
| Suva 7 luglio 1984 | Samoa | 10 – 4 | Tonga |  |

| Suva 7 luglio 1984 | Figi | 10 – 16 | Tonga |  |

| Suva 11 luglio 1984 | Viti Levur Minor Unions | 6 – 10 | Tonga XV |  |

| Labasa 14 luglio 1984 | Northern Unions | 13 – 18 | Tonga XV |  |

| Suva 17 luglio 1984 | Figi Colts | 18 – 7 | Tonga XV |  |

| Suva 21 luglio 1984 | Figi | 22 – 12 | Tonga |  |